# Ron Galperin
Ron Shalom Galperin (sinh ngày 1 tháng 8 năm 1963) là một chính khách và kiểm soát viên thành phố Los Angeles người Mỹ. Ông nhậm chức vào ngày 1 tháng 7 năm 2013 và giành chiến thắng trong cuộc bầu cử lại vào năm 2017. Galperin là thành viên Đảng Dân chủ và là quan chức đồng tính công khai đầu tiên được bầu vào văn phòng toàn thành phố ở Los Angeles.

## Giáo dục
Galperin nhận bằng đại học tại Đại học Washington tại St. Louis và bằng luật (J.D.) của mình, từ Trường Luật Loyola. Ông được nhận vào Đoàn luật sư bang California vào ngày 12 tháng 12 năm 1994. Ông là người Do Thái.

## Nghề nghiệp
Trước khi được bầu vào Kiểm soát viên thành phố Los Angeles, Galperin đã hành nghề luật với tư cách là một luật sư về giao dịch và kiện tụng trong hơn 20 năm.
Galperin là thành viên Hội đồng khu phố đầu tiên được bầu vào văn phòng toàn thành phố ở Los Angeles. Là một cán bộ của Hội đồng khu phố địa phương, ông ủng hộ chất lượng cải thiện cuộc sống và lập kế hoạch khu phố có trách nhiệm hơn. Ông cũng đã phát triển và giảng dạy"Chính quyền thành phố L.A. 101"cho các thành viên hội đồng khu phố mới trong toàn thành phố và phục vụ như là một người ủng hộ ngân sách của Hội đồng khu phố.
Galperin là Chủ tịch của Ủy ban hiệu quả doanh thu Los Angeles. Ông cũng từng là Chủ tịch Ủy ban Chất lượng & Năng suất của Thành phố.

### Kiểm soát viên thành phố Los Angeles
Galperin đã tuyên thệ nhậm chức Kiểm soát viên Thành phố Los Angeles thứ 19 vào ngày 1 tháng 7 năm 2013. Galperin đã ra mắt ControlPanel LA, Cổng dữ liệu mở đầu tiên của Thành phố, vào tháng 10 năm 2013. Vì những nỗ lực này, L.A. đã được đặt tên là Thành phố số 1 trong ba năm liên tiếp theo Điều tra dân số dữ liệu mở của Hoa Kỳ. Tạp chí Công nghệ Chính phủ đã gọi Bộ điều khiển Galperin vào danh sách 25 Người làm, Người mơ mộng và Người lái xe hàng đầu năm 2015.
Galperin đã tạo ra UtilityPanel.LA, một cổng dữ liệu có dữ liệu tài chính quan trọng về chi tiêu và bảng lương của DWP.